# 평택용이1차푸르지오
평택용이1차푸르지오(영어: Pyeongtaek yongi 1st PRUGIO)는 경기도 평택시 용이동에 위치하며 2009년에 완공된 고급아파트이다.

## 같이 보기
- 평택용이2차푸르지오